# 10199 Харікло
10199 Харікло (англ. 10199 Chariklo) — одне з небесних тіл, відомих як кентаври. Обертається навколо Сонця між Сатурном і Ураном.

## Відкриття
Відкритий 15 лютого 1997 року Джеймсом В. Скотті, учасником програми Spacewatch (Спостереження за Космічним Простором), спочатку отримав позначення 1997 CU.
Офіційну назву Харікло надано за іменем персонажа давньогрецької міфології — Харікло (грец. Χαρικλω), одного з кентаврів, дружиною якого була Хірона, дочка Аполлона.

## Орбіта
10199 Харікло проходить в межах 0,09 а.о., в орбітальному резонансі 3:4 з орбітою Урана. 
Кеплерівські елементи орбіти:
- ексцентриситет e — 0,17534°
- нахил орбіти і — 23,375°
- довгота висхідного вузла (☊ або Ω) — 300,451°
- аргумент перицентра ω — 13,08°
- середня аномалія М — 10,6°

## Кільця
26 березня 2014 року астрономи оголосили про відкриття двох кілець (названі Ояпокі й Чуі) навколо Харікло, спостерігаючи зоряне покриття. Інфрачервоні спостереження Харікло вказують на наявність водяного льоду, що може насправді бути розташований в його кільцях.
Який об'єкт впливає на астероїд, допомагаючи утворювати навколо нього відкриті кільця, вчені й досі намагаються пояснити. У новому дослідженні, яке було опубліковане 6 лютого 2024 року в науковому журналі The Planetary Science Journal, група астрономів Інституту планетарних наук (PSI) змоделювала динаміку цих кілець, щоб зрозуміти, що ж має такий влив на 10199 Харікло. І в них з'явилося сенсаційне та доволі правдоподібне припущення. А саме, з'явилася теорія, яка підтверджується моделюванням, що утворювати та утримувати ці кільця навколо астероїда 10199 Харікло допомагає невідомий супутник, який обертається навколо астероїда та має діаметр приблизно 6 км.